# Анджеюв (Сохачевський повіт)
Анджеюв (пол. Andrzejów) — село в Польщі, у гміні Брохув Сохачевського повіту Мазовецького воєводства.
Населення — 70 осіб (2011).
У 1975-1998 роках село належало до Варшавського воєводства.

## Демографія
Демографічна структура станом на 31 березня 2011 року:
|          | Загалом | Допрацездатний вік | Працездатний вік | Постпрацездатний вік |
| -------- | ------- | ------------------ | ---------------- | -------------------- |
| Чоловіки | 36      | 4                  | 25               | 7                    |
| Жінки    | 34      | 4                  | 21               | 9                    |
| Разом    | 70      | 8                  | 46               | 16                   |